# NHL Entry Draft 1991

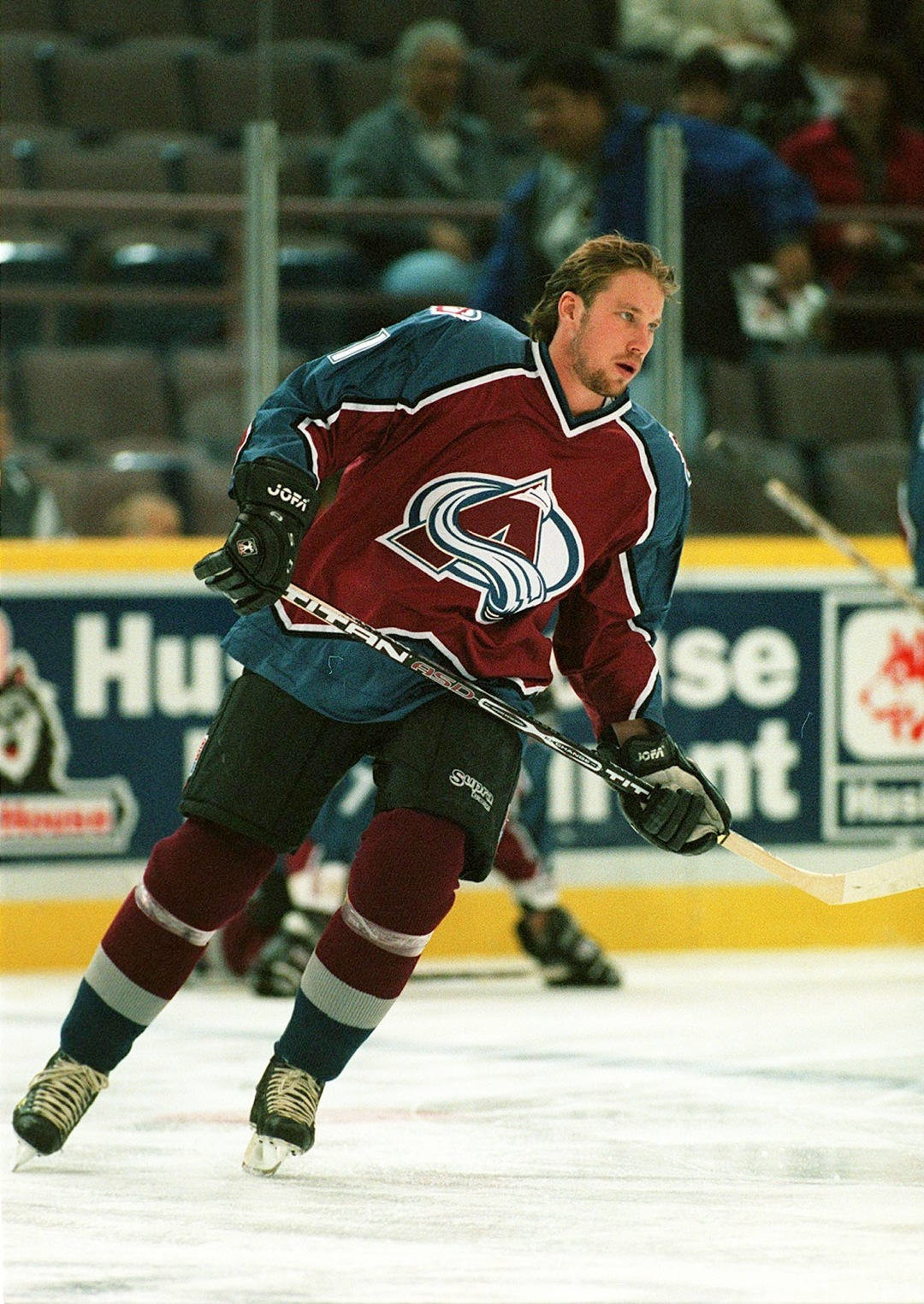
Peter Forsberg valdes som sjätte spelare totalt av Philadelphia Flyers.

1991 NHL Entry Draft var den 29:e NHL-draften. Den ägde rum 22 juni 1991 i Buffalo Memorial Auditorium som ligger i Buffalo, New York, USA.
Quebec Nordiques var först ut att välja spelare och de valde Eric Lindros.

## Svenskar
- Peter Forsberg valdes som sjätte spelare totalt av Philadelphia Flyers.
- Markus Näslund valdes som 16:e spelrare totalt av Pittsburgh Penguins
- Niklas Sundblad som 19:e spelare
- Michael Nylander som 59:e spelare
- Fredrik Nilsson som 111:e spelare
- Fredrik Jax som 125:e spelare
- Mikael Johansson som 134:e spelare
- Andreas Johansson som 136:e spelare
- Mattias Olsson som 218:e spelare
- Markus Thuresson som 224:e spelare